# Paringianu
Paringianu è la frazione più grande e popolosa del Comune di Portoscuso, provincia del Sulcis Iglesiente. Conta oltre 600 abitanti distribuiti tra i due nuclei storici di Paringianu e  
Carbonaxia (o Carbonascia). Si trova vicino all'altra frazione Bruncuteula e dunque alla peschiera di Bau Cerbus e alla zona stagnosa, successivamente bonificata, detta  Sa punta 'e s'Aliga.

## Geografia fisica

### Territorio
Adagiato sui rilievi posti a sinistra del  rio Flumentepido, in posizione di favore sulla vicina (circa 1 km) laguna di Bau Cerbus, Paringianu si trova a circa 4 chilometri a sud di  Portoscuso e a meno di un chilometro a sud del polo industriale metallurgico di Portovesme.

## Storia
È in queste terre che studiosi e appassionati di storia antica cercano le tracce della città di Populum citata da  Claudio Tolomeo alessandrino nel suo trattato Geographia (II sec. d.C.).
Nel Medioevo, la villa di Parinianu faceva parte del Giudicato di Cagliari, nella curatoria di Sulcis. Passo poi ai della Gherardesca e infine al Regno di Sardegna, nella Corona d'Aragona. Durante la guerra sardo-catalana fu occupato dagli Arborea. Venne infeudato a varie famiglie, tra cui gli Aragall, ma nel 1417 risultava ormai disabitato.
Ripopolatosi nel corso dell'Ottocento, si è sviluppato per estensione e fusione (ormai prossima a compiersi) dei due abitati, un tempo medaus distinti, di  Paringianu e  Carbonaxia.
Il centro focale dell'abitato resta comunque la piazzetta e le strade antistanti la chiesa parrocchiale intitolata a san Giuseppe.

## Monumenti e luoghi d'interesse

### Siti archeologici
Alcune emergenze archeologiche testimoniano l'antica frequentazione del comprensorio paringianese le cui risorse naturali garantivano la sussistenza e l'economia di comunità del Neolitico, nuragiche (Nuraxi Atzori e Nuraghe Crixionis), fenicie (necropoli di San Giorgio), romane ed altomedievali (porto di Bruncu Teula e sito matrice di  Paringianeddu).
Ciò è stato favorito soprattutto dalla semplicità della pesca in laguna (attività che non necessita di costosi mezzi tecnici e molto meno rischiosa della pesca in mare aperto) e dalla disponibilità dell'acqua del rio Flumentepido per le colture agricole, ma anche dall'essere un emporio nell'interscambio commerciale tra sardi e stranieri.

## Società

### Qualità della vita

#### Il problema dell'inquinamento
La frazione di  Paringianu (come anche gli abitati minori delle viciniore frazioni di Bruncuteula,  Nuraxi Atzori e  Case Sparse) subisce pesantemente il degrado ambientale provocato dall'attività industriale che dagli anni settanta del XX secolo, per 40 anni, ha irrimediabilmente sfigurato il territorio modificandone la morfologia, contaminandone l'ambiente e persino cancellando importanti tracce storiche come il vicino  sito archeologico di San Giorgio. 
Sino agli anni settanta del XX secolo erano attive nel comprensorio anche diverse cave di pietra utilizzata in edilizia (furono estratti qui i conci per la costruzione della cattedrale medievale di Santa Maria a Tratalias). Benché siano vere e proprie ferite per il territorio alcune di queste cave, perennemente allagate da risorgive di acque di falda, costituiscono oggi interessanti micro ecosistemi palustri.